# Bobby Wanzer
Robert Francis Wanzer dit Bobby Wanzer, également connu sous le nom de Hooks Wanzer, né le 4 juin 1921 dans l'arrondissement de Brooklyn à New York et mort le 23 janvier 2016, est un ancien joueur et entraîneur américain de basket-ball.

## Biographie
Évoluant au poste d'arrière, il joua aux Pirates de Seton Hall et fut sélectionné à sa sortie de l'université par les Royals de Rochester au 10e rang de la draft 1948 de la BAA. Il joua l'intégralité de sa carrière de neuf saisons avec les Royals, se retirant du jeu à l'issue de la saison 1956-1957. Wanzer fut All-Star à cinq reprises avec les  Royals. Il fut intronisé au Basketball Hall of Fame en 1987. Wanzer fut le premier joueur à  avoir réussi une moyenne supérieure à 90 % aux lancers-francs sur une saison.
Wanzer a également entraîné les Royals. Il fut entraîneur-joueur durant deux ans, puis entraîneur durant une seule saison (après que la franchise a déménagé à Cincinnati, Ohio).  
Le 17 août 2007, il fut intronisé au United States Marine Corps Sports Hall of Fame.